# إيه جي إم-130
إيه جي إم-130 (بالإنجليزية: AGM-130)‏ هو صاروخ جو-أرض من فئة الصواريخ الموجهة التي صنعتها الولايات المتحدة الأمريكية.